# Österreichische Bundesforste
Die Österreichischen Bundesforste (ÖBf) sind eine Aktiengesellschaft im Eigentum der Republik Österreich. Sie bewirtschaften für die Republik Österreich rund 850.000 Hektar Naturflächen, davon etwa 510.000 Hektar Wald – rund ein Zehntel der gesamten Staatsfläche. Für mehr als die Hälfte dieser Flächen gelten naturschutzrechtliche Bestimmungen.

## Geschichte
Gegründet wurden die Bundesforste im Jahr 1925 aus den Besitzungen der Monarchie (Staatswald und der Privatwald der enteigneten Habsburger) und sind Rechtsnachfolger der k.k. Forstärars. Ab 1925 hatte die Generaldirektion der Bundesforste ihren Sitz im Amtsgebäude Vordere Zollamtsstraße 9 in Wien, ehe sie später nach Purkersdorf übersiedelte.
Während der Zeit des Nationalsozialismus in Österreich 1938 bis 1945 waren die Bundesforste Teil der Deutschen Reichsforstverwaltung.
Im Jahr 1997 wurden die Bundesforste aus der öffentlichen Verwaltung ausgegliedert und in eine AG umgewandelt. Sie sind weiterhin 100-%-Besitz der Republik Österreich, vertreten durch das jeweilige Bundesministerium für Forstwirtschaft. Seither arbeitet das Unternehmen gewinnbringend und zahlt an die Republik Österreich 50 Prozent der jährlichen Gewinne, ein Fruchtgenussentgelt für die wirtschaftliche Nutzung der staatlichen Flächen.

## Geschäftsfelder
Das Kerngeschäft ist die Forstwirtschaft. Sie wird naturnah und nach dem Prinzip der forstlichen Nachhaltigkeit betrieben. Produktionszyklen von durchschnittlich mehr als 120 Jahren verlangen Generationen übergreifendes Denken. Versorgt werden Sägeunternehmen, Papier-, Platten- und Zellstoffindustrie sowie Biomasse-Kraftwerke. Wichtigstes Standbein neben dem Kerngeschäft Forst/Holz ist die Bewirtschaftung und Entwicklung von Immobilien – d. h. die Vermietung von Grundstücken und Gebäuden ebenso wie Tourismus-Infrastruktur, z. B. Reitwege, Mountainbike-Strecken und Skipisten. Dritter Geschäftsbereich sind Dienstleistungen: Das Angebot reicht von forstlicher Beratung über Bewirtschaftung von Privatwäldern bis hin zu Naturraumplanungen. Mit dem vierten Standbein, dem Bereich Erneuerbare Energie, engagieren sich die Bundesforste für Wind- und Kleinwasserkraft, Waldbiomasse sowie Photovoltaik und tragen damit zur Energiewende bei. Das Unternehmen ist in zwölf Forstbetriebe und zwei Nationalpark-Betriebe unterteilt und hat insgesamt 964 Mitarbeiter (Vollzeitäquivalente im Jahresdurchschnitt, Stand per 31. Dezember 2021). Die Generaldirektion befand sich in Wien in der ehemaligen Marinesektion, nunmehr befindet sich die Unternehmensleitung in Purkersdorf, NÖ. Die Österreichischen Bundesforste sind mit 33,3 Prozent am Biomasse-Kraftwerk Wien-Simmering beteiligt, die 25-prozentige Beteiligung an Mayr-Melnhof Holz wurde 2014 aufgegeben.

## Nachhaltigkeit
Die Bundesforste orientieren ihre gesamte Arbeit am Prinzip der Nachhaltigkeit. Das heißt, aus der Natur wird nur so viel Rohstoff entnommen, wie auch wieder nachwachsen kann. Der wirtschaftliche Gewinn steht laut Angaben des Unternehmens gleichwertig neben dem Ziel, die Natur und ihre Artenvielfalt zu erhalten. Dazu betreiben die Bundesforste gemeinsam mit Naturschutzorganisationen wie dem WWF oder Birdlife verschiedenste Artenschutzprojekte, etwa zur Rettung der Gelbbauchunke und des Schwarzstorchs oder zur Wiederansiedlung des Braunbären in Österreich.

## Seen und Kulturgüter
Es handelt sich um den größte Gewässerbewirtschafter des Landes; diese pflegen, schützen und bewirtschaften 74 Seen mit mehr als einem Hektar Wasserfläche sowie zahlreiche Kleinseen für die Republik Österreich - darunter die touristisch besonders bedeutenden Seen im Salzkammergut (u. a. Wolfgangsee, Hallstätter See, Attersee, Grundlsee) und in Kärnten (u. a. Wörthersee, Millstätter See). Der Großteil der Ufergrundstücke an diesen Seen sind nicht verpachtete, frei betretbare Naturlandschaften.
Zu den Immobilien, die die Bundesforste verwalten, gehören neben den Seen auch viele historische Kulturgüter wie z. B.
- Schloss Eckartsau
- Schloss Lamberg
- Stift Millstatt

## Nationalparks
Als Forst- und Naturmanager sind die Bundesforste in der Betreuung des Nationalpark Donau-Auen und des Nationalpark Kalkalpen engagiert. Die Forstbetriebe bieten Führungen durch diese Nationalparkgebiete, die jährlich von rund 15.000 Besuchern genutzt werden.

## Biosphärenpark Wienerwald
Anfang 2005 wurde der Wienerwald von der UNESCO ins weltweite Netz der Biosphärenparks aufgenommen. In einem Biosphärenpark steht die Entwicklung von ökologisch, wirtschaftlich und soziokulturell nachhaltigen Landnutzungsformen im Vordergrund. Nur in den Kernzonen des Biosphärenparks wird jede wirtschaftliche Nutzung eingestellt. Die Bundesforste haben als größter Grundbesitzer der Region 39.000 ha, davon 4.200 ha Kernzone, in den Biosphärenpark eingebracht und unterstützen das Biosphärenpark Wienerwald Management bei der Erreichung und Umsetzung der im Biosphärenpark verfolgten Ziele.